# Lucjan Bornstaedt

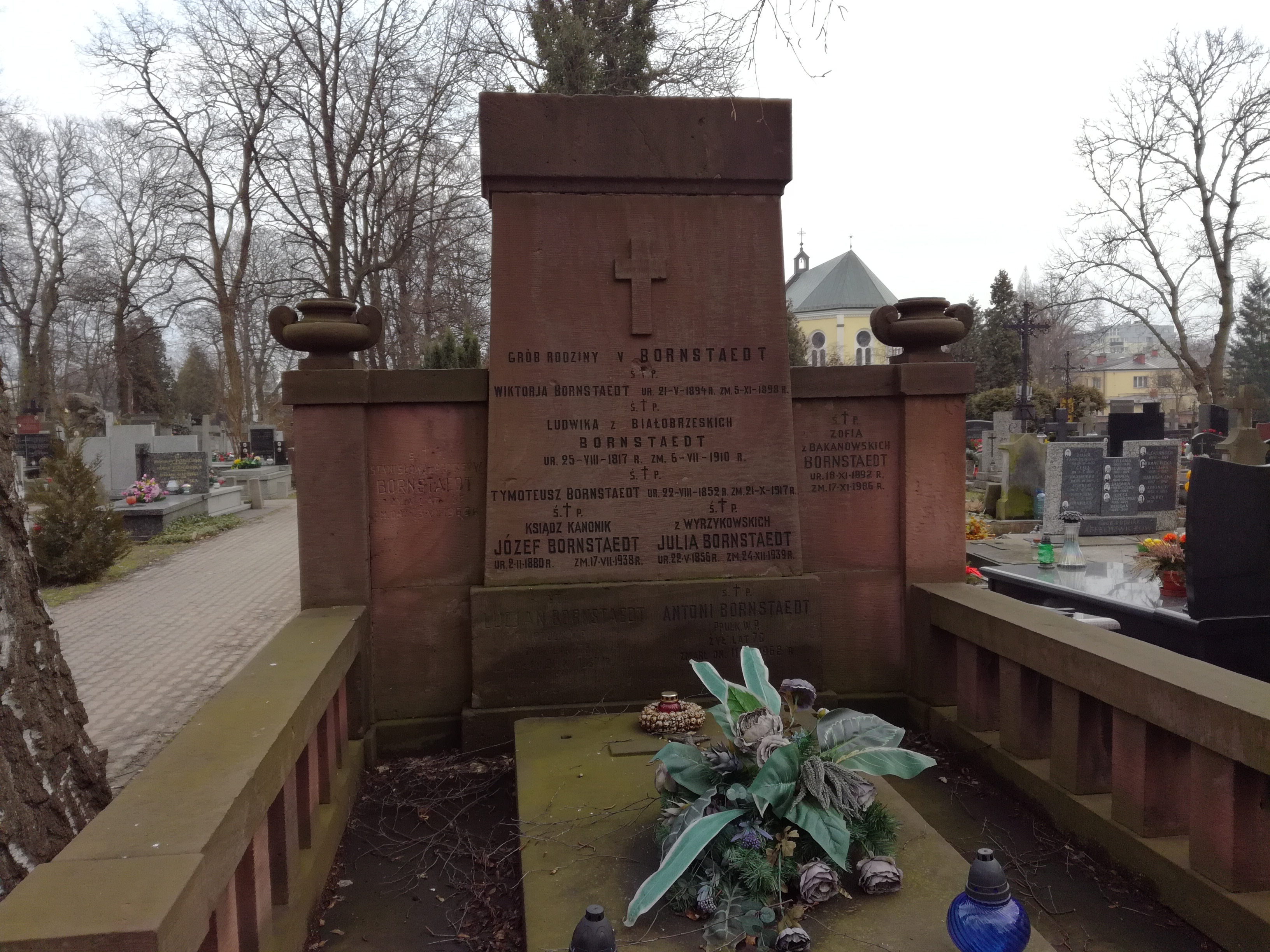
Grób Lucjana Bornstaedta na cmentarzu Bródnowskim w Warszawie

Lucjan Bornstaedt (ur. 28 grudnia 1891 w Warszawie, zm. 9 października 1957) – podpułkownik piechoty Wojska Polskiego, działacz niepodległościowy, kawaler Orderu Virtuti Militari.

## Życiorys
Urodził się 28 grudnia 1891 w Warszawie, w rodzinie Tymoteusza (1852–1917) i Julii z Wyrzykowskich (1856–1939). Był bratem Antoniego (1884–1962), inżyniera, podpułkownika uzbrojenia Wojska Polskiego i Franciszka (1898–1983), kapitana artylerii Wojska Polskiego. W 1912, po ukończeniu Szkoły Komercyjnej siedmioklasowej Edwarda Rontalera w Warszawie, wyjechał do Berlina, gdzie rozpoczął studia w Wyższej Szkole Handlowej. Do wybuchu I wojny światowej ukończył cztery semestry.
W 1914 został wcielony do armii rosyjskiej. Po ukończeniu Szkoły Praporszczyków w Peterhofie został mianowany chorążym i przeniesiony do 165 łuckiego pułku piechoty. Walczył na froncie, był trzy razy ranny (między innymi 29 sierpnia 1915 pod Różanem). W 1917 przeszedł do I Korpusu Polskiego w Rosji i został wcielony do kompanii karabinów maszynowych 6 pułku strzelców polskich. Wyróżnił się 2 lutego 1918 w walkach o Bobrujsk. 5 sierpnia 1921 pułkownik Edward Malewicz we wniosku o odznaczenie Orderem Virtuti Militari napisał: „(...) o godz. 2-ej w nocy rozpoczął się atak celem zajęcia Bobrujska. Wkrótce po tym wszystkie wyznaczone punkty zostały zajęte przez nasze oddziały. Uporczywie trzymały się tylko koszary «Straży Ogniowej», które zajęli bolszewicy mając 24 karabiny maszynowe i około dwustu ludzi. Koszary te dzięki swej budowie i położeniu panowały nad miastem. Bronili się bolszewicy tam, tak zaciekle, że do godz. 6-tej rano wszystkie nasze ataki na koszary te były odbite. Został wysłany tam kpt. Bornstaedt z dwoma karabinami maszynowymi. Swoją odwagą osobistą, męstwem oraz umiejętnością kierowania ogniem, zmusił bolszewików do kapitulacji i zdobył te koszary”. Po demobilizacji korpusu (21 maja) wrócił do Warszawy i w listopadzie 1918 wziął udział w rozbrajaniu Niemców.
27 grudnia 1918 został przyjęty do Wojska Polskiego z byłego I Korpusu Polskiego w Rosji i byłej armii rosyjskiej, z zatwierdzeniem posiadanego stopnia kapitana ze starszeństwem od dnia 1 stycznia 1918 i przydzielony z dniem 25 listopada 1918 do 21 pułku piechoty. Następnie został przydzielony do Ministerstwa Spraw Wojskowych na stanowisko dowódcy Oddziału Sztabowego. 19 sierpnia 1920 został zatwierdzony z dniem 1 kwietnia 1920 w stopniu kapitana, w piechocie, w grupie oficerów byłych Korpusów Wschodnich i byłej armii rosyjskiej. Pełnił wówczas służbę w Dowództwie 12 Dywizji Piechoty. W tym samym miesiącu został przeniesiony do 54 pułku piechoty na stanowisko dowódcy I batalionu.
W marcu 1921 wrócił na stanowisko dowódcy Oddziału Sztabowego MSWojsk. (Oddziału Zamkowego) w Warszawie. Od 1 czerwca 1921 jego oddziałem macierzystym był 32 pułk piechoty. 3 maja 1922 został zweryfikowany w stopniu majora ze starszeństwem od 1 czerwca 1919 i 439. lokatą w korpusie oficerów piechoty. Później został przeniesiony macierzyście do 33 pułku piechoty w Łomży z pozostawieniem na stanowisku dowódcy Oddziału Sztabowego MSWojsk. W marcu 1926 został przeniesiony do 36 pułku piechoty w Warszawie na stanowisko dowódcy III batalionu. Później został przesunięty na stanowisko dowódcy I batalionu. 26 stycznia 1928 awansował na podpułkownika ze starszeństwem z dniem 1 stycznia 1928 i 31. lokatą w korpusie oficerów piechoty. 5 listopada 1928 ogłoszono jego przeniesienie do 1 pułku piechoty Legionów w Wilnie na stanowisko zastępcy dowódcy pułku. Z dniem 5 października 1929 został przeniesiony do 5 pułku piechoty Legionów w Wilnie na stanowisko zastępcy dowódcy pułku. 28 stycznia 1931 został przeniesiony do Powiatowej Komendy Uzupełnień Łomża na stanowisko komendanta. W czerwcu 1933 został przeniesiony do Powiatowej Komendy Uzupełnień Starogard na stanowisko komendanta. W 1938 kierowana przez niego jednostka została przemianowana na Komendę Rejonu Uzupełnień Starogard, a zajmowane przez niego stanowisko na „komendant rejonu uzupełnień”.
W czasie kampanii wrześniowej 1939 został wyznaczony na stanowisko zastępcy komendanta garnizonu Równe, skąd ewakuował się do Lwowa. Po kapitulacji załogi Lwowa wyruszył do Warszawy, lecz w drodze został zatrzymany przez Niemców i osadzony w więzieniu w Jarosławiu. W grudniu 1939 został wysłany do Oflagu II B Arnswalde. Później został przeniesiony do Oflagu II D Gross-Born, a 17 września 1942 do Oflagu VI B Dössel. 1 kwietnia 1945 został uwolniony. Od czerwca 1945 do października 1947 przebywał w Obozie Nr 1 we Francji. 5 grudnia 1947 wrócił do kraju i zarejestrował się w Punkcie Przyjęcia Gdynia Port, a 11 grudnia tego roku zgłosił w Rejonowej Komendzie Uzupełnień Warszawa Praga. Był kawalerem, dzieci nie miał.
Zmarł 9 października 1957. Został pochowany na cmentarzu Bródnowskim w Warszawie (sektor 13C, rząd 6, numer 2).

## Ordery i odznaczenia
- Krzyż Srebrny Orderu Wojskowego Virtuti Militari nr 6780 – 10 maja 1922[35][36]
- Krzyż Niepodległości – 16 marca 1933 „za pracę w dziele odzyskania niepodległości”[37]
- Krzyż Walecznych czterokrotnie (po raz 1 i 2 w 1921)[38]
- Srebrny Krzyż Zasługi – 28 lutego 1925 „za szczególne zasługi położone w dziedzinie organizacji i administracji armji w Rzeczypospolitej Polskiej”[39]
- francuski Order Smoka Annamu[40]
- Medal Zwycięstwa[41]
- Order Świętej Anny 3 stopnia z mieczami i kokardą – 13 września 1916[8]
- Order Świętego Stanisława 3 stopnia z mieczami i kokardą – 14 sierpnia 1916[8]